# Aartsbisdom São Luís do Maranhão
Het aartsbisdom São Luís do Maranhão (Latijn: Archidioecesis Sancti Ludovici in Maragnano, Portugees: Arquidiocese de São Luís do Maranhão) is een rooms-katholiek aartsbisdom in Brazilië met zetel in São Luís. Het omvat de volgende suffragane bisdommen:
- Bacabal
- Balsas
- Brejo
- Carolina
- Caxias do Maranhão
- Coroatá
- Grajaú
- Imperatriz
- Pinheiro
- Viana
- Zé-Doca

Het bisdom São Luís do Maranhão werd in 1677 opgericht. Het verloor in 1720 gebied aan het nieuw opgerichte bisdom Belém do Pará en 1902 aan Piauí. Het bisdom werd in 1921 verheven tot aartsbisdom en verloor nadien gebied aan de territoriale prelatuur São José do Grajaú, in 1939 aan het bisdom Caxias do Maranhão en aan de territoriale prelatuur Pinheiro, in 1962 aan het bisdom Viana, in 1968 aan Bacabal, in 1971 aan Brejo en in 1977 aan Coroatá.
Het aartsbisdom telt ca. 1,7 miljoen inwoners, waarvan 72% rooms-katholiek is (cijfers 2020), verspreid over 56 parochies.

## Bisschoppen
- 1677: Antônio de Santa Maria
- 1677-1689: Gregório dos Anjos
- 1677-1695: Francisco de Lima (Lemos)
- 1696-1714: Timóteo do Sacramento
- 1716-1724: José Delgarte
- 1738-1745: Manoel da Cruz Nogueira
- 1745-1752: Francisco de São Tiago
- 1756-1778: Antônio de São José Moura Marinho
- 1779-1780: Jacinto Carlos da Silveira
- 1780-1783: José do Menino Jesus (Deus)
- 1783-1794: Antônio de Pádua e Bellas
- 1795-1801: Joaquim Ferreira de Carvalho
- 1802-1813: Luiz de Brito Homem
- 1819-1824: Joaquim de Nossa Senhora de Nazareth Oliveira e Abreu
- 1827-1842: Marcos Antônio de Souza
- 1844-1850: Carlos de São José e Souza
- 1851-1861: Manoel Joaquim da Silveira
- 1861-1876: Luiz da Conceição Saraiva
- 1877-1898: Antônio Cândido Alvarenga
- 1898: Luis de Salles Pessoa
- 1901-1905: Antônio Xisto Albano
- 1906: Santino Maria da Silva Coutinho
- 1907-1918: Francisco de Paula e Silva
- 1918-1922: Helvécio Gomes de Oliveira
- 1922-1935: Octaviano Pereira de Albuquerque
- 1935-1944: Carlos Carmelo de Vasconcellos Motta
- 1947-1951: Adalberto Accioli Sobral
- 1951-1963: José de Medeiros Delgado
- 1964-1984: João José da Mota e Albuquerque
- 1984-2005: Paulo Eduardo Andrade Ponte
- 2005-2021: José Belisário da Silva
- 2021-heden: Gilberto Pastana de Oliveira

São Luís do Maranhão (aartsbisdom) · Bacabal · Balsas · Brejo · Carolina · Caxias do Maranhão · Coroatá · Grajaú · Imperatriz · Pinheiro · Viana · Zé Doca